# 舞鶴若狹自動車道

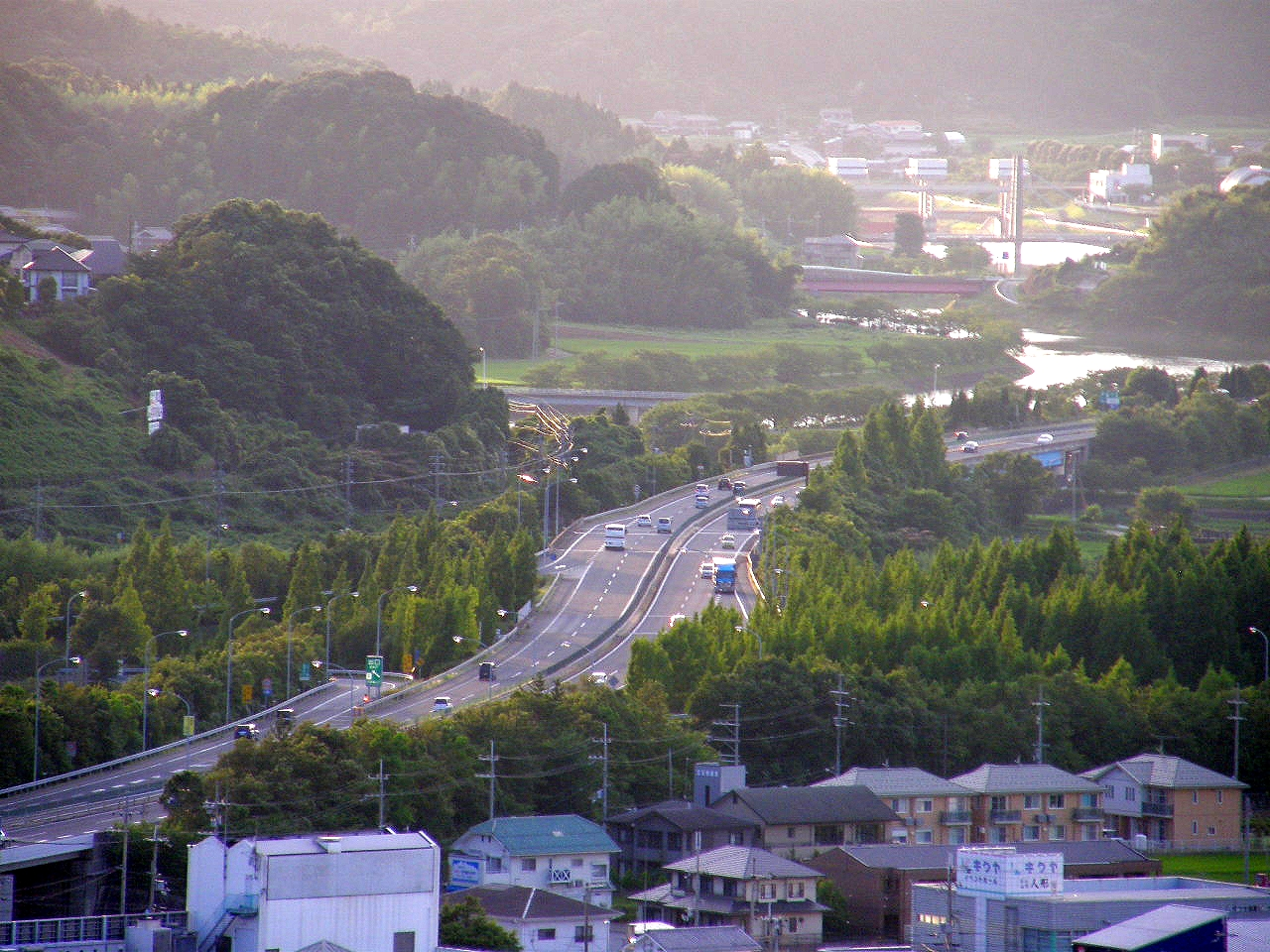
丹南篠山口交流道附近

舞鶴若狹自動車道（日语：／ Maizuru Wakasa jidōshadō */?），是兵庫縣三木市吉川系統交流道至福井縣敦賀市敦賀系統交流道的高速公路（高速自動車國道）。本道路可略稱為舞鶴若狹道（日语：／ Maizuru-Wakasadō */?）、舞若道（日语：／ Maiwakadō */?）。高速公路路線編號被編為E27。

## 概要
舞鶴若狹自動車道於2014年7月20日全面通車，連結京都府北部與中京圈，貫通福井嶺南嶺北。

## 交流道
- 交流道（IC）編號欄的背景色為■顯示該部分道路已經啟用。設施欄的背景色為■顯示路段未啟用或休止的設施。
- 智慧交流道（日语：スマートインターチェンジ）（SIC）的背景色為■。
- 巴士站（BS），○/●為使用中，◆為停用中設施。無標示者為未設置巴士站。
福知山IC為△。該BS屬於本自動車道IC設備併設但BS休止中，而鄰近IC設置的BS設施則仍在運用中。但是實際運用上視為相同。
- IC為交流道的簡寫，SIC為智慧交流道（日语：スマートインターチェンジ）的簡寫，JCT為公路分岔點（日语：ジャンクション (道路)）的簡寫，SA為服務區的簡寫，PA為停車區（日语：パーキングエリア）的簡寫，TB為公路收費站的簡寫，BS為巴士站的簡寫。

| 交流道 編號 | 中文設施名稱   | 日文設施名稱 | 英文設施名稱 | 接續路線名稱                                    | 起點 里程 （公里） | 巴士站 | 備註                   | 所在地 | 所在地            | 所在地 |
| ----------- | -------------- | ------------ | ------------ | ----------------------------------------------- | ------------------ | ------ | ---------------------- | ------ | ----------------- | ------ |
| 6           | 吉川JCT        |              |              | E2A 中國自動車道                                | 0.0                | -      |                        | 兵庫縣 | 三木市            |        |
| -           | 上荒川PA       |              |              | -                                               | 1.5                | ◆      |                        | 兵庫縣 | 三木市            |        |
| 1           | 三田西IC       |              |              | 兵庫縣道92號三田西Inter線                       | 4.3                | ○      |                        | 兵庫縣 | 三田市            |        |
| -           | 大川瀨BS       |              | /            | -                                               | 8.5                | ◆      |                        | 兵庫縣 | 三田市            |        |
| -           | 古森BS         |              | /            | -                                               | 14.2               | ◆      |                        | 兵庫縣 | 丹波篠山市        |        |
| 2           | 丹南篠山口IC   |              |              | 兵庫縣道94號丹南篠山口Inter線                   | 22.5               | ◆      |                        | 兵庫縣 | 丹波篠山市        |        |
| -           | 西紀SA         |              |              | -                                               | 25.6               | ◆      |                        | 兵庫縣 | 丹波篠山市        |        |
| -           | 中山BS         |              |              | -                                               | 32.7               | ◆      |                        | 兵庫縣 | 丹波市            |        |
| 3           | 春日IC         |              |              | 國道175號                                       | 36.5               | ○      |                        | 兵庫縣 | 丹波市            |        |
| 3           | 春日JCT        |              |              | E72 北近畿豐岡自動車道                          | 36.5               | -      |                        | 兵庫縣 | 丹波市            |        |
| -           | 市島BS         |              | /            | -                                               | 41.9               | ◆      |                        | 兵庫縣 | 丹波市            |        |
| -           | 六人部PA       |              |              | -                                               | 49.8 50.0          | ◆      | 上行線 下行線          | 京都府 | 福知山市          |        |
| 4           | 福知山IC       |              |              | 國道9號                                         | 53.5               | △      |                        | 京都府 | 福知山市          |        |
| 5           | 綾部IC         |              |              | 京都府道77號綾部Inter線                         | 63.9               |        |                        | 京都府 | 綾部市            |        |
| 6           | 綾部JCT        |              |              | E9 京都縱貫自動車道                             | 68.3               | -      | 京都縱貫道的IC編號為3  | 京都府 | 綾部市            |        |
| -           | 綾部PA         |              |              | -                                               | 70.7               |        |                        | 京都府 | 綾部市            |        |
| 7           | 舞鶴西IC       |              |              | 國道27號 京都府道27號池邊京田線                 | 76.3               |        | 此起往敦賀方向對面通行 | 京都府 | 舞鶴市            |        |
| 8           | 舞鶴東IC       |              |              | 京都府道28號小倉西舞鶴線                        | 87.0               |        |                        | 京都府 | 舞鶴市            |        |
| -           | 舞鶴PA         |              |              | -                                               | 89.8               |        |                        | 京都府 | 舞鶴市            |        |
| 9           | 大飯高濱IC     |              |              | 福井縣道16號坂本高濱線                          | 100.0              |        |                        | 福井縣 | 大飯郡 大飯町     |        |
| 10          | 小濱西IC       |              |              | 國道27號                                        | 111.5              |        |                        | 福井縣 | 小濱市            |        |
| -           | 加斗PA         |              |              | -                                               | 112.8              |        |                        | 福井縣 | 小濱市            |        |
| 11          | 小濱IC         |              |              | 福井縣道24號小濱上中線 福井縣道267號小濱Inter線 | 122.8              |        |                        | 福井縣 | 小濱市            |        |
| 12          | 若狹上中IC     |              |              | 福井縣道22號上中田烏線                          | 132.4              |        |                        | 福井縣 | 三方上中郡 若狹町 |        |
| 12-1        | 三方五湖PA/SIC |              |              | 若狹梅街道線                                    | 139.4              |        |                        | 福井縣 | 三方上中郡 若狹町 |        |
| 13          | 若狹三方IC     |              |              | 國道27號                                        | 141.6              |        |                        | 福井縣 | 三方上中郡 若狹町 |        |
| 14          | 若狹美濱IC     |              |              | 國道27號（美濱東繞道）                          | 148.8              |        |                        | 福井縣 | 三方郡 美濱町     |        |
| 15          | 敦賀南SIC      |              |              | 福井縣道211號山櫛林線（途經市道）               | 155.1              |        |                        | 福井縣 | 敦賀市            |        |
| 3-1         | 敦賀JCT        |              |              | E8 北陸自動車道                                 | 161.8              | -      | 距離標至161.3KP為止    | 福井縣 | 敦賀市            |        |

## 路線狀況

### 主要構造物

#### 橋梁
- 丹南武庫川橋（三田西交流道 - 丹南篠山口交流道）
- 由良川橋（福知山交流道 - 綾部交流道）
- 敦賀衣掛大橋（若狹美濱交流道 - 敦賀系統交流道）

#### 隧道
- 三田西交流道 - 丹南篠山口交流道
  - 藍本隧道 - 470m
  - 丹南第一隧道 - 820m
  - 丹南第二隧道 - 500m
- 西紀服務區 - 春日交流道/系統交流道
  - 丹波第一隧道 - 2,361m
- 春日交流道/系統交流道 - 六人部停車區
  - 日奥隧道 - 336m
  - 丹波第二隧道 - 1,438m
- 福知山交流道 - 綾部交流道
  - 石原奥隧道 - 330m
  - 私市圓山隧道 - 122m

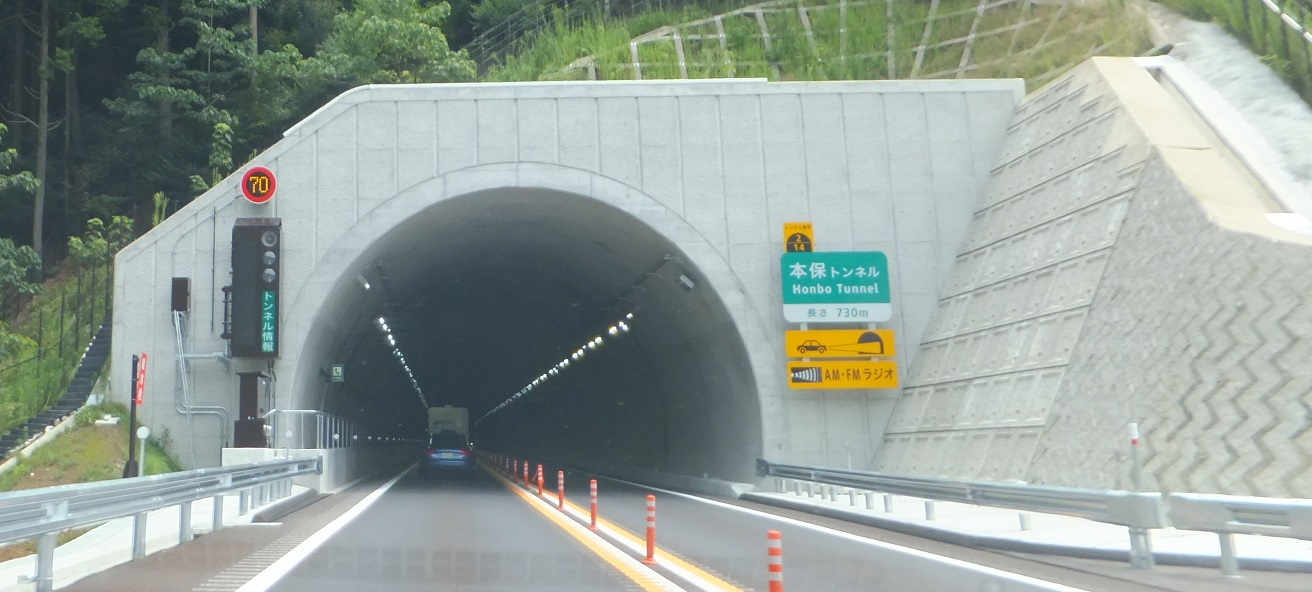
本保隧道

    - 1988年（昭和63年）施工時使私市圓山古墳出土，因此當初隧道的挖掘方法有所變更[5][6]。

  - 私市隧道 - 770m
- 綾部交流道 - 綾部系統交流道
  - 城山隧道 - 520m
- 綾部停車區 - 舞鶴西交流道
  - 黑谷真倉隧道 - 2,213m
    - 位於京都府綾部市與舞鶴市之間。
- 舞鶴西交流道加速車道
  - 池内隧道 - 210m
- 舞鶴西交流道 - 舞鶴東交流道
  - 行永隧道。 - 280m
  - 木之下隧道 - 981m
    - 位於京都府舞鶴市，貫穿舞鶴養老山。在本道延伸至小濱前為舊舞鶴道最後一個隧道。
- 舞鶴停車區 - 大飯高濱交流道
  - 三國岳隧道 - 1,103m
    - 位於京都府舞鶴市與福井縣大飯郡高濱町之間，貫通聳立於丹波、丹後、若狹三國國境內的三國岳。

  - 關屋隧道 - 742m
  - 高濱隧道 - 2,035m
  - 大飯隧道 - 760m
- 大飯高濱交流道 - 小濱西交流道
  - 石山隧道 - 1,088m
  - 鹿野隧道 - 860m
  - 神崎隧道 - 440m
  - 父子隧道 - 1,193m
  - 野尻隧道 - 310m
  - 飯盛山隧道 - 1,742m
- 加斗停車區 - 小濱交流道
  - 加斗隧道 - 390m
  - 谷田部隧道 - 1,052m
  - 今富隧道 - 810m
- 小濱交流道 - 若狹上中交流道
  - 國富隧道 - 2,897m
    - 本路線最長隧道。

  - 本保隧道 - 729m
  - 大谷隧道 - 430m
  - 鳥羽隧道 - 2,109m
- 若狹上中交流道 - 三方五湖停車區
  - 鈴嶽隧道 - 723m
  - 田上隧道 - 1,269m
  - 佐古隧道 - 917m
  - 鳥濱隧道 - 149m
    - 福井縣區間內唯一上下線2個分開使用的隧道。
- 三方五湖停車區 - 若狹三方交流道
  - 氣山隧道 - 280m
- 若狹三方交流道 - 若狹美濱交流道
  - 矢筈山隧道 - 2,418m
    - 本路線第二長隧道。

  - 御岳山隧道 1,338m
- 若狹美濱交流道 - 敦賀系統交流道
  - 野坂岳隧道 - 2,270m
    - 貫通若狹與越前境內的野坂岳。

  - 岩籠隧道 - 1.747m
  - 中郷隧道 - 1.038m

（※）福知山交流道-敦賀系統交流道為暫定2車道之對面通行區間，但福知山交流道 -舞鶴西交流道目前正在進行拓寬為4車道之工程。

##### 隧道數
| 區間                                 | 上行線 | 下行線 | 備考 |
| ------------------------------------ | ------ | ------ | ---- |
| 吉川系統交流道 - 三田西交流道        | 0      | 0      |      |
| 三田西交流道 - 丹南篠山口交流道      | 3      | 3      |      |
| 丹南篠山口交流道 - 西紀服務區        | 0      | 0      |      |
| 西紀服務區 - 春日交流道/系統交流道   | 1      | 1      |      |
| 春日交流道/系統交流道 - 六人部停車區 | 2      | 2      |      |
| 六人部停車區 - 福知山交流道          | 0      | 0      |      |
| 福知山交流道 - 綾部交流道            | 3      | 3      | ※    |
| 綾部交流道 - 綾部系統交流道          | 1      | 1      | ※    |
| 綾部系統交流道 - 綾部停車區          | 0      | 0      | ※    |
| 綾部停車區 - 舞鶴西交流道            | 1      | 1      | ※    |
| 舞鶴西交流道 - 舞鶴東交流道          | 2      | 2      | ※    |
| 舞鶴東交流道 - 舞鶴停車區            | 0      | 0      | ※    |
| 舞鶴停車區 - 大飯高浜交流道          | 4      | 4      | ※    |
| 大飯高濱交流道 - 小濱西交流道        | 6      | 6      | ※    |
| 小濱西交流道-加斗停車區              | 0      | 0      | ※    |
| 加斗停車區-小濱交流道                | 3      | 3      | ※    |
| 小濱交流道 - 若狹上中交流道          | 4      | 4      | ※    |
| 若狹上中交流道 - 三方五湖停車區      | 4      | 4      | ※    |
| 三方五湖停車區 - 若狹三方交流道      | 1      | 1      | ※    |
| 若狹三方交流道 - 若狹美濱交流道      | 2      | 2      | ※    |
| 若狹美濱交流道 - 敦賀系統交流道      | 3      | 3      | ※    |
| 合計                                 | 40     | 40     | -    |

（※）福知山交流道 - 敦賀系統交流道為暫定2車道之對面通行區間，因此隧道數不是上下線各計1個而是上下線合計為1個。此外，（城山隧道、鳥濱隧道為上下線分開計算）不包括舞鶴西交流道加速車道内的池内隧道。

### 道路管理者
- 西日本高速公路關西支社
  - 神戶管理事務所 : 吉川系統交流道 - 三田西交流道
  - 福知山高速道路事務所 : 三田西交流道 - 小濱交流道（包括小濱交流道）
- 中日本高速公路金澤支社
  - 敦賀保全・服務中心 : 小濱交流道 - 敦賀系統交流道（不包括小濱交流道）

#### 公路廣播
- 西紀（丹南篠山口交流道 - 春日交流道）
- 國富（小濱交流道 - 若狹上中交流道 國富隧道内）
- 岩籠（若狹美濱交流道 - 敦賀系統交流道 岩籠隧道内）

### 車道與速限
| 區間                          | 車道數 上下線=上行線+下行線 | 速限    | 備考 |
| ----------------------------- | --------------------------- | ------- | ---- |
| 吉川系統交流道 - 福知山交流道 | 4=2+2                       | 80km/h] |      |
| 福知山交流道 - 綾部交流道     | 2=1+1 （暫定2車道）         | 70km/h  | ※1   |
| 綾部交流道 - 綾部停車區       | 4=2+2                       | 80km/h  |      |
| 綾部停車區 - 舞鶴西交流道     | 2=1+1 （暫定2車道）         | 70km/h  | ※1   |
| 舞鶴西交流道 - 敦賀系統交流道 | 2=1+1 （暫定2車道）         | 70km/h  | ※2   |

※1 : 4車道化工程已動工區間。
※2 : 部分路段有4車道。

### 交通量
24小時交通量（台）　道路交通調查
| 區間                                     | 平成17（2005）年度 | 平成22（2010）年度 |
| ---------------------------------------- | ------------------ | ------------------ |
| 吉川系統交流道 - 三田西交流道            | 17,574             | 23,348             |
| 三田西交流道 - 丹南篠山口交流道          | 16,131             | 27,895             |
| 丹南篠山口交流道 - 春日系統交流道/交流道 | 12,703             | 24,694             |
| 春日系統交流道/交流道 - 福知山交流道     | 9,636              | 17,684             |
| 福知山交流道 - 綾部交流道                | 5,869              | 14,970             |
| 綾部交流道 - 綾部系統交流道              | 6,093              | 16,322             |
| 綾部系統交流道 - 舞鶴西交流道            | 5,130              | 16,241             |
| 舞鶴西交流道 - 舞鶴東交流道              | 3,682              | 11,535             |
| 舞鶴東交流道 - 大飯高濱交流道            | 2,121              | 7,758              |
| 大飯高濱交流道 - 小濱西交流道            | 1,729              | 6,397              |
| 小濱西交流道 - 小濱交流道                | 調査當時尚未通車   | 調査當時尚未通車   |
| 小濱交流道 - 若狹上中交流道              | 調査當時尚未通車   | 調査當時尚未通車   |
| 若狹上中交流道 - 若狹三方交流道          | 調査當時尚未通車   | 調査當時尚未通車   |
| 若狹三方交流道 - 若狹美濱交流道          | 調査當時尚未通車   | 調査當時尚未通車   |
| 若狹美濱交流道 - 敦賀系統交流道          | 調査當時尚未通車   | 調査當時尚未通車   |

（來源：「平成22年度道路交通調查 （页面存档备份，存于）」自國土交通省主頁摘錄部份資料作成）
- 平成22年度調查期間，本道路全線實施高速公路免費化社會實驗。（但因吉川系統交流道與中國自動車道連接，吉川系統交流道-三田西交流道間無法免費通行。）

## 地理

### 通過自治體
- 兵庫縣
  - 三木市 - 三田市 - 丹波篠山市 - 丹波市 -
- 京都府
  - 福知山市 - 綾部市 - 舞鶴市 -
- 福井縣
  - 大飯郡高濱町 - 大飯郡大飯町 - 小濱市 - 三方上中郡若狹町 - 三方郡美濱町 - 敦賀市

### 連接高速公路
- E2A 中國自動車道（於吉川系統交流道連接）
- E72 北近畿豐岡自動車道（於春日交流道/系統交流道連接）
- E9 京都縱貫自動車道（於綾部系統交流道連接）
- E8 北陸自動車道（於敦賀系統交流道連接）

## 腳註

### 來源
1. 1 2  . 両丹日日新聞. 2014-07-22  [2014-07-25]. （原始内容存档于2014-08-12）.
2. ↑  7月8日 開通直前の舞鶴若狭道を公開しましたPDF - NEXCO中日本
3. ↑  . 京都新聞. 2014-07-20  [2014-07-25]. （原始内容存档于2014-07-20）.
4. ↑  . 福井新聞. 2014-07-20  [2014-07-25]. （原始内容存档于2014-07-27）.
5. ↑  近畿自動車道敦賀線の建設事業 （页面存档备份，存于） - 建設グラフ（2001年5月号、2011年3月6日閲覧）
6. ↑  ようこそ私市円山古墳公園へ 的存檔，存档日期2013-05-24. - 綾部市資料館（2011年3月6日閲覧）

## 相關項目
- 日本高速公路列表

## 外部連結
- 西日本高速道路 （页面存档备份，存于）
- 中日本高速道路
  - 舞鶴若狹自動車道之進展狀況
- 舞鶴若狹自動車道 （页面存档备份，存于）（道路時刻表） - 國土交通省近畿地方整備局
- 舞鶴若狹自動車道概要 （页面存档备份，存于） - 福井縣土木部高規格道路推進課